# Edvard Garberg
Edvard Garberg, född 21 mars 1823 i Gefle församling, Gävleborgs län, död 24 oktober 1861 i Gävle, var en svensk bruksinspektor och tecknare.
Han var son till grosshandlaren Anders Garberg och Carin Sehlberg samt gift med Mathilda Charlotta Grundén. Garberg genomgick en bergsskola och anställdes efter avslutad skolgång som bruksinspektor vid Gällivareverken. Han drabbades tidigt av en sjukdom och vistades som sjukling i Gävle där han avled. Som tecknare är Garberg representerad med en teckning av Selets bruk i Luleå kommun, som finns i Jernkontorets samlingar.